# DevilDriver
«DevilDriver» (с англ. на рус. Уводящие злых духов колокольчики (магический оберег) буквально Водитель дьявола ) — американская грув-метал-группа, образованная в 2002 году в городе Санта-Барбара, Калифорния.
DevilDriver возникли после распада Coal Chamber, когда вокалист Дэз Фафара разошёлся в музыкальных взглядах с остальными участниками коллектива и решил создать принципиально новую по стилю и звучанию группу. Первый состав команды под названием Deathride сложился из гитаристов Эвана Питса и Джефа Кендрика, басиста Джона Миллера и барабанщика Джона Боклина. Но из-за проблем с авторским правом Deathride вскоре изменили своё название на DevilDriver.
Второй альбом группы The Fury of Our Maker's Hand получил лестные отзывы от критиков и вошел в Billboard 200 под номером 117.

## История группы

### DevilDriver(2002—2004)
В 15 лет басист Джон Миллер, барабанщик Джон Боклин и гитарист Джеф Кендрик собрали свою первую группу. Команда назвалась Area-51 и их репертуар ограничивался каверами на Metallica, Slayer, Sepultura и Pantera. Миллер, Боклин и Кендрик решили пригласить в группу вокалиста Coal Chamber Дэза Фафару, который в то время заканчивал работу над записью альбома Dark Days. Фафара сказал: «Эти парни рубят тяжелую музыку и я хочу уйти из Coal Chamber». После переезда из Орандж Каунти в Санта Барбару ребята устраивают джем-сейшн, что и привело к созданию группы. Решено было, что Буклин, который до этого играл на гитаре сядет за барабаны, а Эван Питтс, с которым Дэз познакомился накануне возьмет гитару.
Изначально группа была известна как Deathride, но позже изменила своё название на DevilDriver, потому что Фафаре казалось, что слишком много команд носит это название: группа из Норфолка, штат Вирджиния и вело-гоночная команда. Другая проблема была в лейбле: Roadrunner Records не хотели обеспечивать авторское право группе. Участники подобрали более 200 названий, чтобы выбрать наиболее оригинальное и удачное. У жены Фафары была итальянская книга по колдовству авторства Рэйвена Гримаси, где и был найден термин «devil driver», что обозначает колокольчики, которыми итальянские ведьмы отпугивали злые силы. Фафара нашел это название оригинальным, потому что оно звучит очень «по злому» и подходит по «смыслу его жизни». Логотип группы — Крест Беспорядка (Cross of Confusion), который существовал в течение тысяч лет и обозначал «вопрос религии, вопрос власти и вопрос всего вокруг тебя».
Дебютный трек должен был называться «Thirteen», а потом «Straight to Hell». Фафара утверждает, что изменил названия «по многим причинам». Первый одноимённый альбом DevilDriver был выпущен 23 октября 2003 года на лейбле Roadrunner Records и вошел в Top Heatseekers под номером 117. Гитарист Питтс написал примерно 90 % всей музыки, но вскоре после его ухода из группы он был заменен Майком Шпрейтцером. В целом критики оценили альбом как неудачный. Рецензент Allmusic Джони Лофтус прокомментировал, что элементы в песнях «Die (and Die now)» и «Swinging the Dead» немного искупают неудачный альбом, и надеялся, что группа сосредоточится меньше на господствующей тенденции.

### The Fury of Our Maker's Hand(2005—2006)
В 2005 группа вернулась в студию, для записи следующего, второго по счету альбома DevilDriver, который был спродюсирован на Sonic Ranch Studios, ореховом ранчо площадью 5.7 км², в 320 км от Эль Пасо, штат Техас. Участники группы хотели изолироваться пока будут записывать новый альбом поэтому они смогли сфокусироваться только на музыке, не отвлекаясь на семью, друзей и подруг. Было написано примерно 30 песен, которые в итоге были урезаны группой до 15-ти. Все треки были сыграны продюсеру Колину Ричардсону, который тут же захотел начать запись альбома.
Название альбома придумал Фафара, который полагал, что Ярость Руки Нашего Создателя объясняет «бурю» событий, произошедших за последние 10 лет. «У Вас есть рука своего создателя, у меня есть рука моего создателя и мы все живем в нашей ярости, ярости руки нашего создателя. Это объясняет много в жизни» — сказал Фафара. Релиз альбома состоялся 28 июня 2005 года и дебютировал в Billboard 200 под номером 117, с продажей 10.402 копий за первую неделю. Альбом дебютировал на первом месте в Top Heatseekers. Джони Лофтус из Allmusic описал альбом как «серьёзный поворот в звучании от их первого альбома» и также добавил, что группа сделала их «настоящий дебют, со второго раза». Дом Лоусон из Kerrang! дал альбому положительную рецензию, описывая альбом как «свежий и волнующий подход к современному металу».
Группа стала много гастролировать и устроила тур в поддержку своего альбома, включая шоу в США, Европе и Австралии, выступая на разогреве у таких групп как In Flames, Fear Factory и Machine Head. Первый раз они выступили как хедлайнеры на Burning Daylight Tour. 31 октября 2006 года альбом The Fury Of Our Maker’s Hand был переиздан. В него включили 3 новых трека, включая песню Digging up the Corpses, которая была саундтреком к фильму Resident Evil: Apocalypse. Также в релиз входили 3 записи с концерта, DVD со всеми видео группы и новый дизайн диска и обложки.

### The Last Kind Words(2007—2008)
Группа возвратилась в студию Sonic Ranch Studios для записи их третьего альбома The Last Kind Words, релиз которого планировался на июнь 2007 года. Первый сингл альбома «Not All Who Wander Are Lost» был издан Нэтэном Коксом как бесплатный. Карьера Кокса началась с создания клипа «Loco» группы Coal Chamber, таким образом он отплатил Фафаре и группе. Сейчас Кокс руководит созданием музыкальных клипов для таких групп как Linkin Park и Korn. Первая песня с альбома, которую услышал свет стала «Horn of Betrayal» которая дебютировала на Sirius Satellite’s Hard Attack channel 16 мая 2007 года. The Last Kind Words вошел в немецкие чарты под номером 92 и закрепился на 48 позиции в Billboard 200, с 14.000 проданных копий.
DevilDriver анонсировали альбом на Download Festival 2007 вместе с хедлайнерами фестиваля Linkin Park, Iron Maiden и My Chemical Romance. Был поставлен рекорд Гиннесса по самому длинному «сёркл-питу».
28 июля 2007 года группа объявила на их страничке MySpace, что выступят на Ozzfest 2007. DevilDriver приняли участие в Gigantour вместе с Lacuna Coil, Static X и хедлайнерами Megadeth, которые устроили тур по Австралии в ноябре 2007. Гитарист Шпрейтцер сказал, что группа планирует выпустить DVD в 2008 году, в котором будут живые выступления. Съемка проводилась в Harpos concert theatre в Детройте, Мичиган. Песни «Devil’s Son» и «Driving Down the Darkness» засветились в сериале «Клиника». Следующий тур назывался Bound by the Road и группа играла с ребятами из 36 Crazyfists, Napalm Death, Straight Line Stitch и Invitro.

### Pray for Villains[3](2009—2010)
Четвёртый альбом Pray for Villains выпущен 14 июля на Roadrunner Records. Весной был снят клип на песню Pray For Villains. Во второй половине 2009 года DevilDriver отправляются в турне по Северной Америке, Европе и Австралии.

### Beast(2011—2012)
Новый альбом группы под названием «Beast» вышел 22 февраля 2011 года на Roadrunner Records. Примечательно, что в день, когда для скачивания на официальном сайте Roadrunner Records был выложен сингл «Dead to Rights», серверы просто не выдерживали нагрузки от потока желающих. В марте 2011 г. басист Джон Миллер заявил о том, что покидает группу. В турне его заменил Аарон Патрик.

## Состав группы
- Дез Фафара — вокал
- Майк Шпрейтцер — гитара
- Алекс Ли — гитара
- Джон Миллер — бас-гитара
- Остин Дамонд — барабаны

Бывшие участники
- Эван Питтс — гитара
- Крис Таунинг — бас-гитара
- Нил Тиманн — гитара
- Диего «Ashes» Ибарра — бас-гитара (Ex-Static-X)
- Джеф Кендрик — гитара
- Джон Боклин — барабаны, гитара

Временная шкала

## Дискография

### Студийные альбомы
- DevilDriver (2003)
- The Fury of Our Maker's Hand (2005)
- The Last Kind Words (2007)
- Pray for Villains (2009)
- Beast (2011)
- Winter Kills (2013)
- Trust No One (2016)
- Outlaws 'til the End: Vol. 1 (2018)
- Dealing With Demons Vol. I (2020)
- Dealing With Demons Vol. II (2023)

### EP
- Head On To Heartache (2008)

### Синглы
- «I Could Care Less» (2003)
- «Nothing’s Wrong?» (2004)
- «Hold Back the Day» (2005)
- «End of the Line» (2006)
- «Not All Who Wander Are Lost» (2007)
- «Clouds Over California» (2007)
- «Pray for Villains» (2009)
- «Back with a Vengeance» (2009)
- «Another Night in London» (2010)
- «Dead To Rights» (2011)
- «You Make Me Sick» (2011)
- «Ruthless» (2013)
- «Sail» (2013)
- «Daybreak» (2016)
- «Country Heroes» (2018)
- «Keep Away from Me» (2020)

### Саундтреки
- Композиция «Digging Up the Corpses» к фильму Обитель зла: Апокалипсис которая вошла в специальную редакцию (Special Edition) альбома The Fury of Our Maker's Hand — 2004 год.
- Композиции «Devil’s Son» и «Driving Down the Darkness» в двух сериях телесериала Клиника  — 2007 год.